# Alma Viktoria
Die Alma Viktoria ist ein restauriertes Treidelschiff. Das Schiff verkehrt zu touristischen Zwecken auf einem Abschnitt des Ludwig-Donau-Main-Kanals der Gemeinden Berching (Pollanten) und Mühlhausen im Oberpfälzer Landkreis Neumarkt in der Oberpfalz.

## Technische Beschreibung
Das Treidelschiff Alma Viktoria ist 21,00 Meter lang, 3,85 Meter breit, 1,00 Meter tief und hat ein Gewicht von etwa 20 Tonnen. Es besteht im Wesentlichen aus Stahl. Der Schiffsrumpf ist genietet, hat einen flachen Boden, eine runde Kimm, einen offenen, ungedeckten Laderaum der nachträglich überbaut wurde und heute mit Sitzbänken bestückt ist. Wegen fehlender Wendemöglichkeit auf dem engen Kanal wurde das Schiff mit zwei Rudern ausgestattet. Es besitzt keinen Motor und wird von einem Kaltblutpferd über die Treidelpfade gezogen.

## Geschichte
Erbaut wurde das Schiff 1933 am Regensburger Standort der Schiffswerft Christof Ruthof unter der Baunummer 1058 für das damalige Flußbauamt Regensburg, das ein Baggerschiff geordert hatte. Seit der 150-Jahr-Feier im Jahr 1995 zur Eröffnung des Kanals wird die Alma Viktoria als Touristenattraktion genutzt.
Besitzer des Schiffes ist das Wasserwirtschaftsamt Regensburg.
2024 wurde das Treideln auf dem Ludwig-Donau-Main-Kanal als Immaterielles Kulturerbe Bayerns anerkannt.

## Touristische Nutzung
Von Ostern bis September erfolgen nach Anmeldung Fahrten auf der Schleusenhaltung der Schleuse 24 des Ludwig-Donau-Main-Kanal zwischen Mühlhausen und Berching. Höhepunkt einer jeden Treidelfahrt ist die noch einzig erhaltene historische Schleusung an der Schleuse 25.
In den Wintermonaten wird das Treidelschiff mit einem Tieflader zur Schleuse 24 nördlich von Berching verbracht.
Neben der Alma Viktoria wird in Burgthann ein weiteres Treidelschiff, die Elfriede, auf dem alten Kanal betrieben. Fast alle Treidelschiffe wurden verschrottet, ein paar wurden umgebaut und werden in Kelheim als Schiffsanlegestelle genutzt.

## Bildergalerie

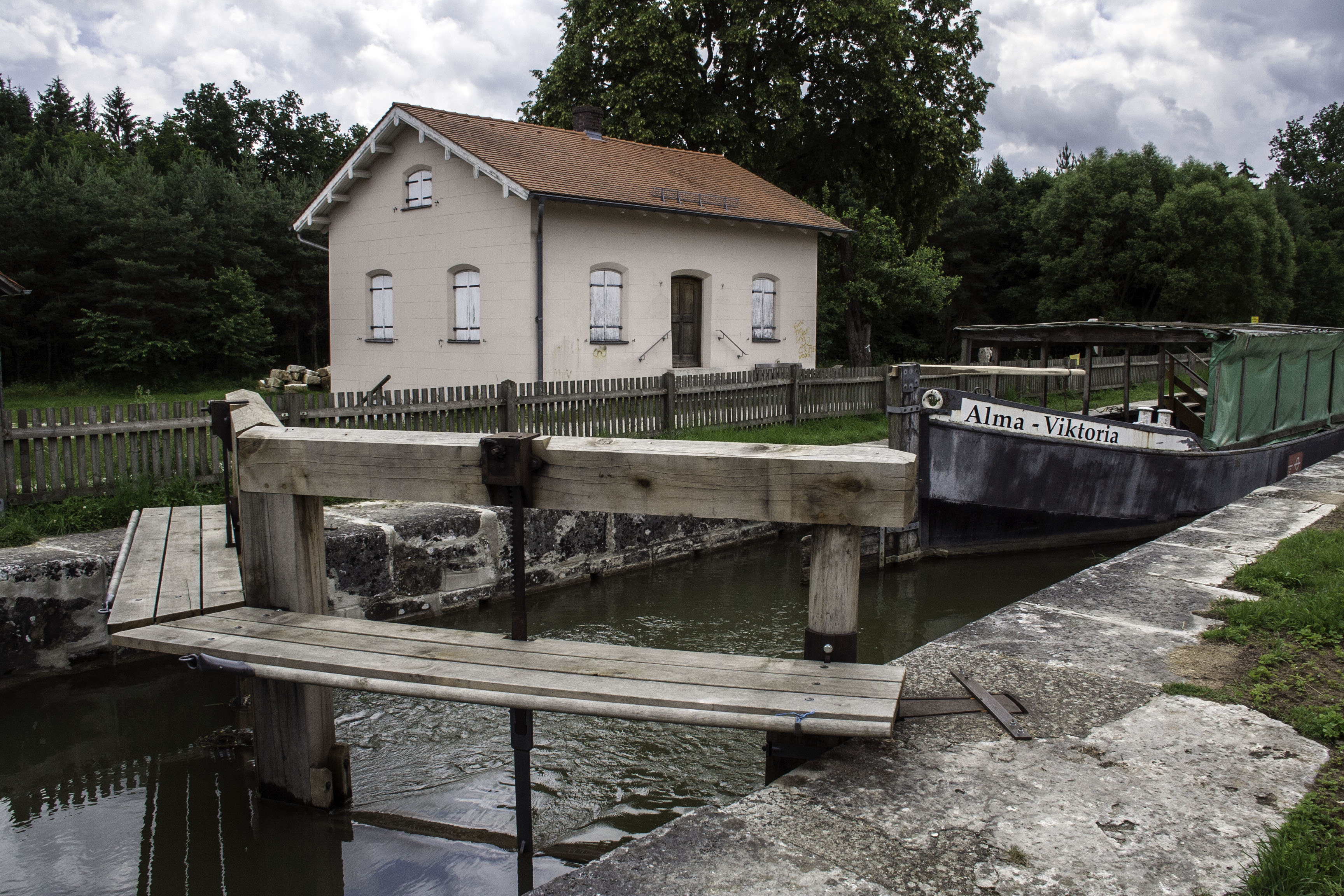
Alma Viktoria in der Schleuse 25
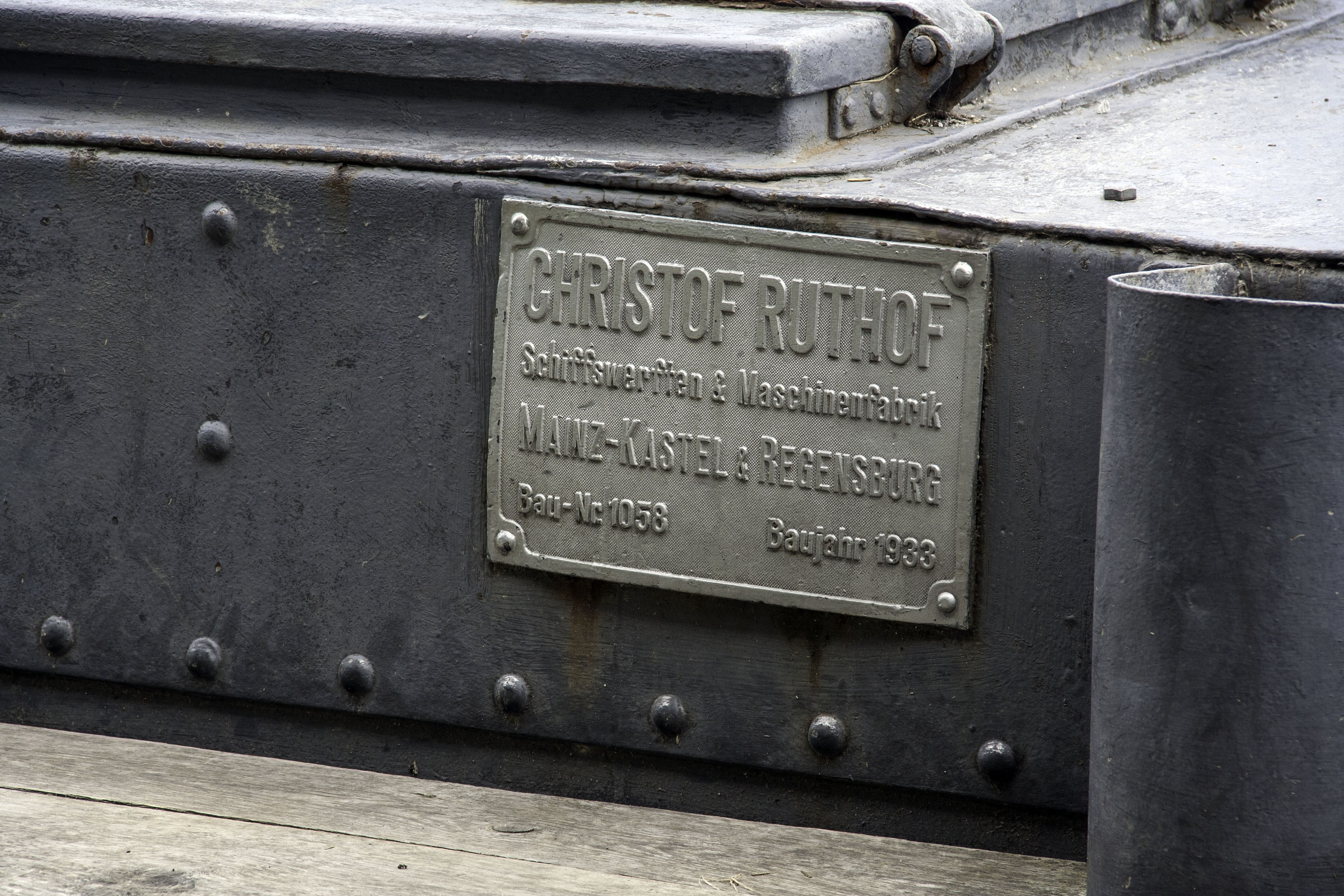
Typenschild
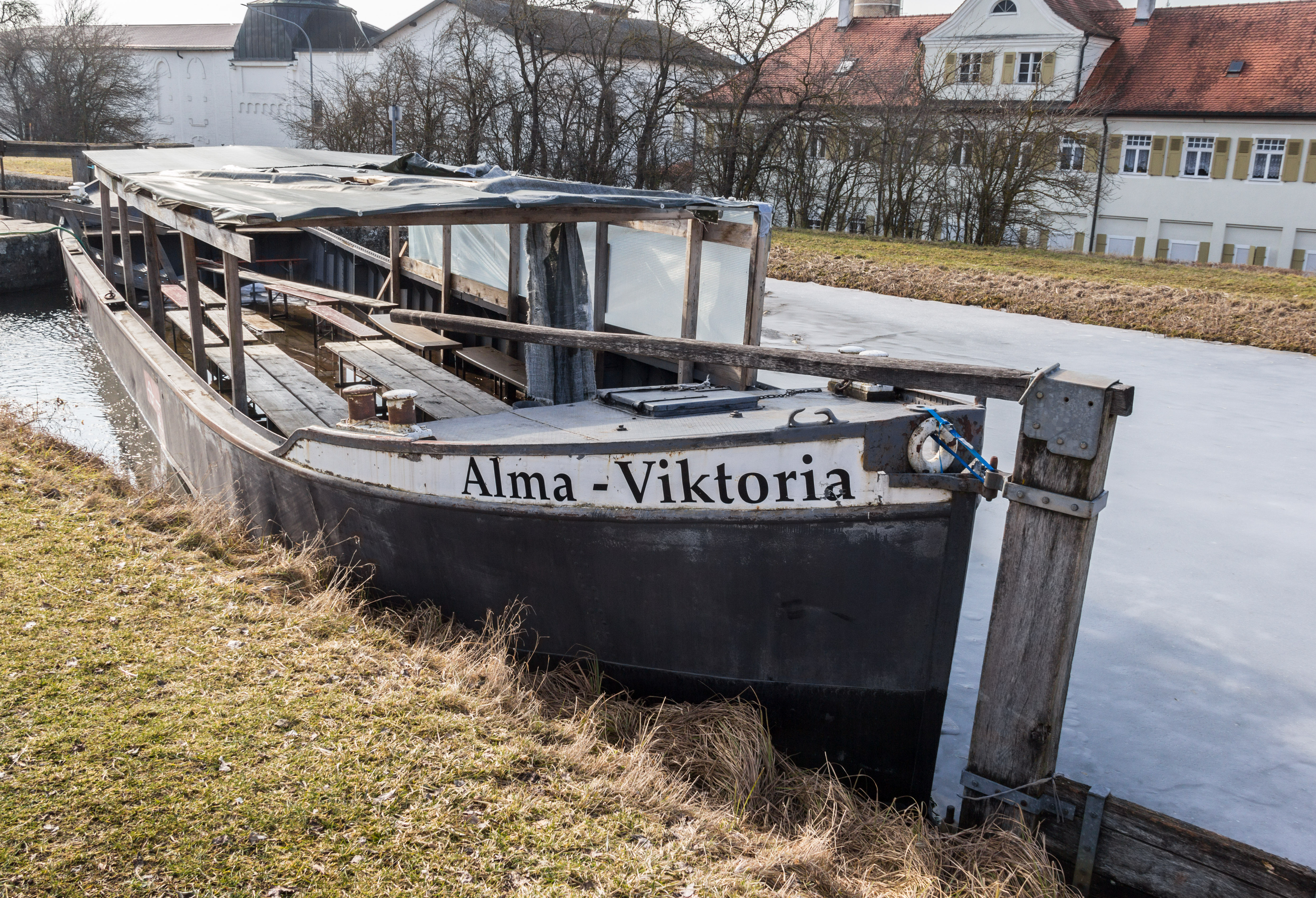
Alma Viktoria im Winterlager an der Schleuse 24
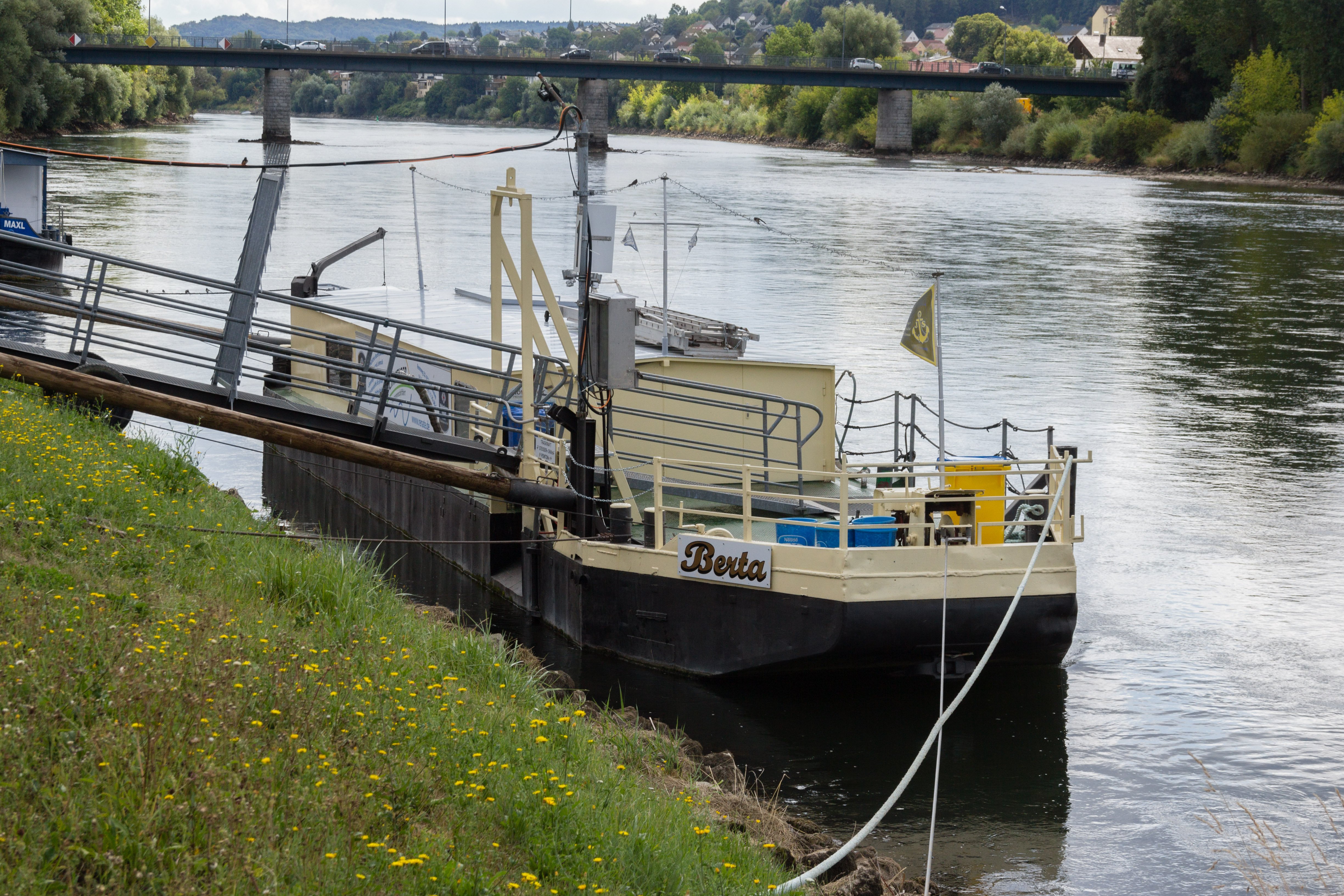
Das ehemalige Treidelschiff Berta als Schiffsanlegestelle in Kelheim